# Friedrich Seipelt
Friedrich Seipelt (Bécs, 1915. április 2. – Bécs, 1981. május 6.) osztrák nemzetközi labdarúgó-játékvezető. Polgári foglalkozása sportvezető. További források szerint Friedrich (Fritz) Seipelt.

## Pályafutása

### Nemzeti játékvezetés
1956-ban lett az I. Liga játékvezetője. A nemzeti játékvezetéstől 1966-ban vonult vissza.

### Nemzetközi játékvezetés
A Osztrák labdarúgó-szövetség Játékvezető Bizottsága (JB) terjesztette fel nemzetközi játékvezetőnek, a Nemzetközi Labdarúgó-szövetség (FIFA) 1954-től tartotta nyilván bírói keretében. A FIFA JB központi nyelvei közül a németet beszélte. Több válogatott és nemzetközi klubmérkőzést vezetett, vagy működő társának partbíróként segített. Az osztrák nemzetközi játékvezetők rangsorában, a világbajnokság-Európa-bajnokság sorrendjében többedmagával a 14. helyet foglalja el 5 találkozó szolgálatával. Az aktív nemzetközi játékvezetéstől 1962-ben búcsúzott. Válogatott mérkőzéseinek száma: 19 "A", 16 "B" nemzetek közötti válogatott mérkőzést vezetett. Nemzetközi klubmérkőzéseinek száma: 97.

#### Labdarúgó-világbajnokság
A világbajnoki döntőhöz vezető úton Svédországba a VI., az 1958-as labdarúgó-világbajnokságra és Chilébe a VII., az 1962-es labdarúgó-világbajnokságra a FIFA JB bíróként alkalmazta. 1958-ban 3 csoportmérkőzésen és az egyik elődöntőben tevékenykedett partbíróként. Világbajnokságon vezetett mérkőzéseinek száma: 2 + 4 (partbíró).

##### 1958-as labdarúgó-világbajnokság

###### Selejtező mérkőzés
| Időpont            | Helyszín                  | Mérkőzés típusa           | Mérkőzés            | Eredmény | Nézők száma |
| ------------------ | ------------------------- | ------------------------- | ------------------- | -------- | ----------- |
| 1957. május 19.    | St.Jakob Stadion, Bázel   | előselejtező (9. csoport) | Svájc–Skócia        | 1 : 2    | 48 000      |
| 1957. november 17. | Hadsereg Stadion, Belgrád | előselejtező (7. csoport) | Jugoszlávia–Románia | 2 : 0    | 55 000      |

###### Világbajnoki mérkőzés
| Időpont          | Helyszín                      | Mérkőzés típusa              | Mérkőzés                     | Eredmény | Nézők száma |
| ---------------- | ----------------------------- | ---------------------------- | ---------------------------- | -------- | ----------- |
| 1958. június 8.  | Örjans Vall Stadion, Halmstad | csoportmérkőzés (1. csoport) | Észak-Írország–Csehszlovákia | 1 : 0    | 26 000      |
| 1958. június 19. | Ullevi Stadion, Göteborg      | egyik negyeddöntő            | Brazília–Wales               | 1 : 0    | 25 000      |

##### 1962-es labdarúgó-világbajnokság

###### Selejtező mérkőzés
| Időpont            | Helyszín                 | Mérkőzés típusa           | Mérkőzés      | Eredmény | Nézők száma |
| ------------------ | ------------------------ | ------------------------- | ------------- | -------- | ----------- |
| 1960. november 20. | Heysel Stadion, Brüsszel | előselejtező (1. csoport) | Belgium–Svájc | 2 : 4    | 25 000      |

#### A magyar labdarúgó-válogatott mérkőzései (1902–1929)
| Időpont              | Helyszín                  | Mérkőzés típusa          | Mérkőzés                 | Eredmény | Nézők száma |
| -------------------- | ------------------------- | ------------------------ | ------------------------ | -------- | ----------- |
| 1955. május 29.      | Népstadion, Budapest      | 318. válogatott mérkőzés | Magyarország–Skócia      | 3 : 1    | 102 000     |
| 1956. szeptember 16. | Hadsereg Stadion, Belgrád | 331. válogatott mérkőzés | Jugoszlávia–Magyarország | 1 : 3    | 55 000      |
| 1960. október 9.     | Népstadion, Budapest      | 364. válogatott mérkőzés | Magyarország–Jugoszlávia | 1 : 1    | 70 000      |
| 1962. október 14.    | Népstadion, Budapest      | 388. válogatott mérkőzés | Magyarország–Jugoszlávia | 0 : 1    | 35 000      |

#### Mérkőzései az NBI-ben
| Időpont           | Helyszín             | Mérkőzés   | Eredmény | Nézők száma |
| ----------------- | -------------------- | ---------- | -------- | ----------- |
| 1963. március 31. | Népstadion, Budapest | Honvéd–FTC | 0 : 1    | 50 000      |

## Sportvezetőként
1966-tól a FIFA JB instruktora, 1972-től a Végrehajtó Bizottság a FIFA JB tagjának választották. Ezt követően az UEFA JB elnöke lett. 1967-től Ausztria Labdarúgó Szövetsége Játékvezető Bizottság (JB) elnöke. Kitűnő szabálytudós, igen sok nemzeti- és nemzetközi tanfolyamon vett részt, többször járt Magyarországon. Részt vett a játékvezetők edzőtáborában, tanfolyamain.

## Sikerei, díjai
1966-ban a nemzetközi játékvezetés hírnevének erősítése, hazájában 10 éve a legmagasabb Ligában (osztályban) folyamatosan tevékenykedő, eredményes pályafutása elismeréseként, a FIFA JB felterjesztésére az 1965-ben alapított International Referee Special Award címmel és oklevéllel tüntette ki.

## Külső hivatkozások
- Friedrich Seipelt. World Referee. [2012. október 1-i dátummal az eredetiből archiválva]. (Hozzáférés: 2012. november 12.)
- Friedrich Seipelt. footballzz.com. (Hozzáférés: 2012. november 12.)
- Friedrich Seipelt. scoreshelf.com. [2015. április 5-i dátummal az eredetiből archiválva]. (Hozzáférés: 2012. november 12.)
- Friedrich Seipelt. eu-football.info. (Hozzáférés: 2012. november 12.)
- Friedrich Seipelt. weltfussball.de. (Hozzáférés: 2012. november 12.)